# هاري أغومبار
هاري جورج أغومبار (من مواليد 12 يوليو 1992) هو لاعب كرة قدم إنجليزي يلعب كلاعب وسط في دوري البرزخ من الدرجة الأولى في نادي باورز آند بيتسي.